# Världsmästerskapet i korrespondensschack
Världsmästerskapet i korrespondensschack är en mästerskapstävling i schack som avgör världsmästartiteln i korrespondensschack. Både män och kvinnor har möjlighet att tävla om världsmästartiteln. Det första världsmästerskapet spelades 1950-1953 där den australiske schackspelaren Cecil Purdy korades till första världsmästare. Mästerskapet arrangeras av International Correspondence Chess Federation (ICCF).
Världsmästerskapet består av fyra nivåer: Kvalspel, semifinaler, kandidatturnering och final. ICCF:s turneringsreglemente definierar vilka spelare som kan börja på respektive nivå. Spelare som slutat etta, tvåa och trea i tidigare final och ettan och tvåan i kandidatfinalerna är berättigade att delta i finalfältet.
ICCF arrangerar också världsmästerskap för damer. Där består tävlingen av två nivåer, semifinaler och final.

## Världsmästare
Tidpunkterna som anges gäller perioden för final för respektive tävling, som dessa anges på ICCF:s webbplats.
| #   | År        | Vinnare                                       | Nationalitet                  |               |
| --- | --------- | --------------------------------------------- | ----------------------------- | ------------- |
| 01. | 1950-53   | Cecil Purdy                                   | Australien                    | [ 2 ]         |
| 02. | 1956-59   | Viacheslav Ragozin                            | Sovjetunionen                 | [ 3 ]         |
| 03. | 1959-62   | Albéric O'Kelly de Galway                     | Belgien                       | [ 4 ]         |
| 04. | 1962-65   | Vladimir Zagorovskij                          | Sovjetunionen                 | [ 5 ]         |
| 05. | 1965-68   | Hans Berliner                                 | USA                           | [ 6 ]         |
| 06. | 1968-71   | Horst Rittner                                 | Tyskland                      | [ 7 ]         |
| 07. | 1972-76   | Jakov Estrin                                  | Sovjetunionen                 | [ 8 ]         |
| 08. | 1975-80   | Jorn Sloth                                    | Danmark                       | [ 9 ]         |
| 09. | 1977-83   | Tōnu Ōim                                      | Sovjetunionen                 | [ 10 ]        |
| 10. | 1978-84   | Victor Palciauskas                            | USA                           | [ 11 ]        |
| 11. | 1983-89   | Fritz Baumbach                                | Östtyskland                   | [ 12 ]        |
| 12. | 1984-91   | Grigory Sanakoev                              | Sovjetunionen                 | [ 13 ]        |
| 13. | 1989-98   | Michail Umanskij                              | Sovjetunionen                 | [ 14 ]        |
| 14. | 1994-2000 | Tōnu Ōim                                      | Estland                       | [ 15 ]        |
| 15. | 1996-2002 | Gert Jan Timmerman                            | Nederländerna                 | [ 16 ]        |
| 16. | 1999-2004 | Tunç Hamarat                                  | Turkiet                       | [ 17 ]        |
| 17. | 2002-07   | Ivar Bern                                     | Norge                         | [ 18 ]        |
| 18. | 2003-2005 | Joop van Oosterom                             | Nederländerna                 | [ 19 ]        |
| 19. | 2004-07   | christophe Léotard                            | Frankrike                     | [ 20 ]        |
| 20. | 2004-11   | Pertti Lehikoinen                             | Finland                       | [ 21 ]        |
| 21. | 2005-08   | Joop van Oosterom                             | Nederländerna                 | [ 22 ]        |
| 22. | 2007-10   | Aleksandr Surenovich Dronov                   | Ryssland                      | [ 23 ]        |
| 23. | 2007-10   | Ulrich Stephan                                | Tyskland                      | [ 24 ] [ 25 ] |
| 24. | 2009-11   | Marjan Šemri                                  | Slovenien                     | [ 26 ] [ 27 ] |
| 25. | 2009-13   | Fabio Finocchiaro                             | Italien                       | [ 28 ] [ 29 ] |
| 26. | 2010-14   | Ron Langeveld                                 | Nederländerna                 | [ 30 ] [ 31 ] |
| 27. | 2011-14   | Aleksandr Surenovich Dronov                   | Ryssland                      | [ 32 ]        |
| 28. | 2013-16   | Leonardo Ljubičič                             | Kroatien                      | [ 33 ]        |
| 29. | 2015-18   | Aleksandr Surenovich Dronov                   | Ryssland                      | [ 34 ]        |
| 30. | 2017-19   | Andrey Kochemasov                             | Ryssland                      | [ 35 ]        |
| 30. | 2019-22   | Fabian Stanach, Christian Muck, Ron Langeveld | Polen Österrike Nederländerna | [ 36 ]        |
| 31. | 2020-22   | Jon Edwards                                   | USA                           | [ 37 ]        |

## Damernas världsmästerskap i korrespondensschack

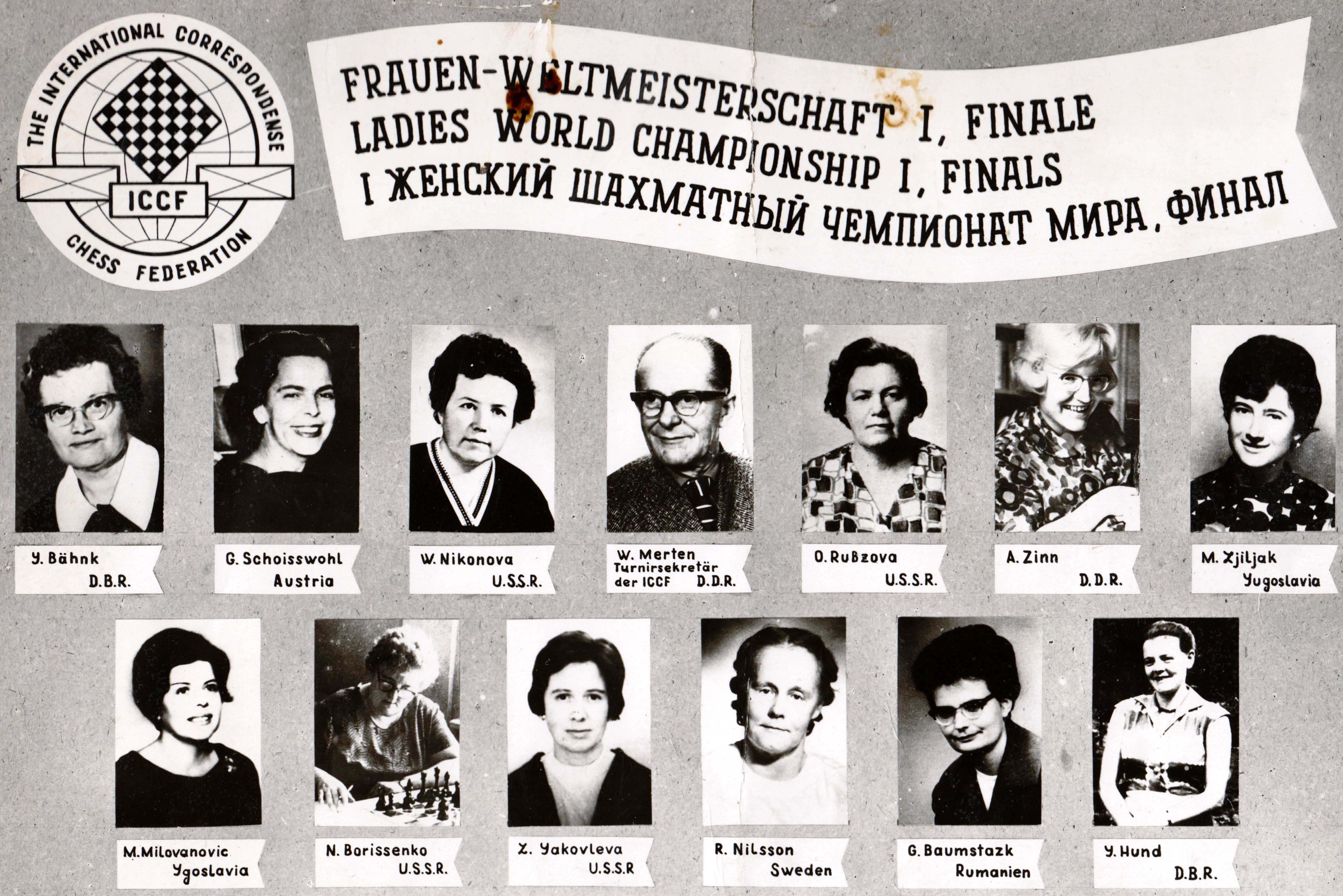
Deltagarna i det första världsmästerskapet för damer, 1968/71.

1. Sovjetunionen Olga Rubtsova (1968–72) [38]
2. Sovjetunionen Lora Jakovleva (1972–77) [39]
3. Israel Ljuba Kristol (1978–84) [40]
4. Sovjetunionen Ludmila Belavenets (1984–92) [41]
5. Israel Ljuba Kristol (1993–98) [42]
6. Italien Alessandra Riegler (2000–05) [43]
7. Ryssland Olga Mikhailovna Sukhareva (2002–06) [44]
8. Ryssland Olga Mikhailovna Sukhareva (2007–10) [45]
9. Ryssland Irina Vladimirovna Perevertkina (2011–14) [46]
10. Ryssland Irina Vladimirovna Perevertkina (2014–17) [47]
11. Ryssland Irina Vladimirovna Perevertkina [2014-17) [48]

## Världscupen ICCF
| #   | År        | Vinnare                            | Nationalitet      |        |
| --- | --------- | ---------------------------------- | ----------------- | ------ |
| 1   | 1973-1977 | Karl Maeder                        | Tyskland          | [ 49 ] |
| 2   | 1977-1983 | gennadi Nesis                      | Sovjetunionen     | [ 50 ] |
| 3   | 1981-1986 | Nikolai Rabinovich                 | Sovjetunionen     | [ 51 ] |
| 4   | 1984-1989 | Aklbert Popov                      | Sovjetunionen     | [ 52 ] |
| 5-A | 1987-1994 | Alexandr Frolov                    | Ukraina           | [ 53 ] |
| 5-B | 1987-1994 | Gert Timmerman                     | Nederländerna     | [ 54 ] |
| 6   | 1994-1999 | Olita Rause                        | Lettland          | [ 55 ] |
| 7   | 1994-2001 | Aleksey Lephikov                   | Ukraina           | [ 56 ] |
| 8   | 1998-2002 | Horst Staudler                     | Tyskland          | [ 57 ] |
| 9   | 1998-2001 | Edgar Prang                        | Tyskland          | [ 58 ] |
| 10  | 2005-2007 | Reinhard Moll                      | Tyskland          | [ 59 ] |
| 11  | 2008-2011 | Reinhard Moll                      | Tyskland          | [ 60 ] |
| 12  | 2009-2013 | Matthias Gleichmann                | Tyskland          | [ 61 ] |
| 13  | 2009-2012 | Reinhard Moll                      | Tyskland          | [ 62 ] |
| 14  | 2009-2012 | Reinhard Moll                      | Tyskland          | [ 63 ] |
| 15  | 2012-2015 | Klemen Sivic                       | Slovenien         | [ 64 ] |
| 16  | 2013-2016 | Uwe Nogga                          | Tyskland          | [ 65 ] |
| 17  | 2014-2017 | Maatthias Gleichmann               | Tyskland          | [ 66 ] |
| 18  | 2015-2019 | Stefan Ulbig Reinhard Moll         | Tyskland          | [ 67 ] |
| 19  | 2014-2016 | Thomas Herfuth                     | Tyskland          | [ 68 ] |
| 20  | 2017-2020 | Sergey Kishkin                     | Ryssland          | [ 69 ] |
| 21  | 2019-2022 | Matthias Gleichmann                | Tyskland          | [ 70 ] |
| 22  | 2021-2023 | Dmitry Morozov Matthias Gleichmann | Ryssland Tyskland | [ 71 ] |

## Lag-OS för män
| #  | År        | Guld                                   | Silver                 | Brons                        | Sverige   |
| -- | --------- | -------------------------------------- | ---------------------- | ---------------------------- | --------- |
| 1  | 1949-1952 | Ungern (25)                            | Tjeckoslovakien (20)   | Sverige (19,5)               |           |
| 2  | 1952-1955 | Tjeckoslovakien (27,5)                 | Sverige (27,5)         | Tyskland (27)                |           |
| 3  | 1958-1961 | Sovjetunionen (35,5)                   | Ungern (32,5)          | Jugoslavien (32)             | 4° (28)   |
| 4  | 1962-1964 | Sovjetunionen (36)                     | Östtyskland (28,5)     | Sverige (27,5)               |           |
| 5  | 1965-1968 | Tjeckoslovakien (31,5)                 | Sovjetunionen (30)     | Västtyskland (29,5)          | 5° (25)   |
| 6  | 1968-1972 | Sovjetunionen (38)                     | Tjeckoslovakien (28,5) | Östtyskland (25,5)           |           |
| 7  | 1972-1976 | Sovjetunionen (35,5)                   | Bulgarien (30)         | Storbritannien (29,5)        |           |
| 8  | 1977-1982 | Sovjetunionen (46,5)                   | Ungern (44)            | Storbritannien (41,5)        | 7° (35)   |
| 9  | 1982-1987 | Storbritannien (33,5)                  | Västtyskland (30)      | Sovjetunionen (27)           |           |
| 10 | 1987-1995 | Sovjetunionen (34)                     | England (33,5)         | Östtyskland (33,5)           |           |
| 11 | 1992-1999 | Tjeckoslovakien (45,5) Tyskland (45,5) |                        | Kanada (40) Skottland (40)   | 7° (36,5) |
| 12 | 1998-2004 | Tyskland (47,5)                        | Litauen (42,5)         | Lettland (42,5)              | 4° (37)   |
| 13 | 2004-2009 | Tyskland (38)                          | Tjeckien (34,5)        | Polen (32)                   |           |
| 14 | 2002-2006 | Tyskland (45,5)                        | Litauen (39,5)         | USA (36)                     |           |
| 15 | 2006-2009 | Norge (48)                             | Tyskland (47)          | Nederländerna (46,5)         |           |
| 16 | 2010-2016 | Tjeckien (33,5)                        | Tyskland (28,5)        | Frankrike (26,5)             | 8° (22,5) |
| 17 | 2009-2012 | Tyskland (44,5)                        | Spanien (43,5)         | Italien (39,5)               |           |
| 18 | 2012-2016 | Tyskland (41,5)                        | Slovenien (41)         | Spanien (39)                 | 9° (34,5) |
| 19 | 2016-2021 | Bulgarien (27)                         | Tyskland (26,5)        | Tjeckien (26,5) Polen (26,5) | 12° (20)  |
| 20 | 2016-2019 | Tyskland (39,5)                        | Ryssland (39,5)        | Spanien (39)                 | 8° (35,5) |
| 21 | 2020-2023 | Tyskland (38)                          | Luxemburg (37)         | USA (37)                     |           |

## Lag-OS för kvinnor
| #  | År        | Guld               | Silver               | Brons                  |
| -- | --------- | ------------------ | -------------------- | ---------------------- |
| l  | 1974-1979 | Sovjetunionen (22) | Västtyskland (19)    | Tjeckoslovakien (15,5) |
| 2  | 1980-1986 | Sovjetunionen (26) | Tjeckoslovakien (26) | Jugoslavien (20)       |
| 3  | 1986-1992 | Sovjetunionen (23) | Tjeckoslovakien (21) | Ungern (14,5)          |
| 4  | 1992-1997 | Tjeckien (24)      | Ryssland (21)        | Polen (18,5)           |
| 5  | 1997-2003 | Ryssland (25)      | Tyskland (22)        | Tjeckien (18)          |
| 6  | 2003-2006 | Litauen (26,5)     | Tyskland (23,5)      | Italien (23)           |
| 7  | 2007-2009 | Slovenien (25)     | Litauen (23,5)       | Tyskland (23)          |
| 8  | 2008-2010 | Polen (27)         | Bulgarien (27)       | Italien (26)           |
| 9  | 2011-2014 | Ryssland (34)      | Litauen (32,5)       | Tyskland (30)          |
| 10 | 2015-2017 | Tyskland (33)      | Litauen (30)         | Ryssland (28)          |